# Mary Calvi
Mary Calvi (New York, 1º giugno 1969) è una giornalista statunitense.

## Biografia
Si laurea con lode in giornalismo alla "S. I. Newhouse School of Public Communications" dell'Università di Syracuse.
Inizia la sua carriera alla radio come anchorwoman e giornalista. Successivamente ha ricoperto il ruolo di dirigente della notizia presso il News 12 Networks nella contea di Westchester, gestendo così sette canali della televisione via cavo dell'area metropolitana di New York.
Nel marzo del 2002 iniziò a lavorare per la "WCBS-TV" di New York; successivamente ha iniziato a svolgere il lavoro di giornalista per la CBS.
Nella sua carriera ha vinto sei Emmy Awards. Prende parte inoltre al New York Festival's World Media Awards dove ottiene tre riconoscimenti: il "National ACE Award" per l'eccellenza nel giornalismo, il "Clarion Award" per l'eccellenza nell'attività di reporter e l'"ACIM Award" per l'eccellenza nel servizio comunicativo.
Dal 2020 conduce le edizioni del weekend del notiziario Inside Edition.